# Agabus congener
Espèce
Agabus congener est une espèce d'insectes de l'ordre des coléoptères, de la famille des dytiscidés.

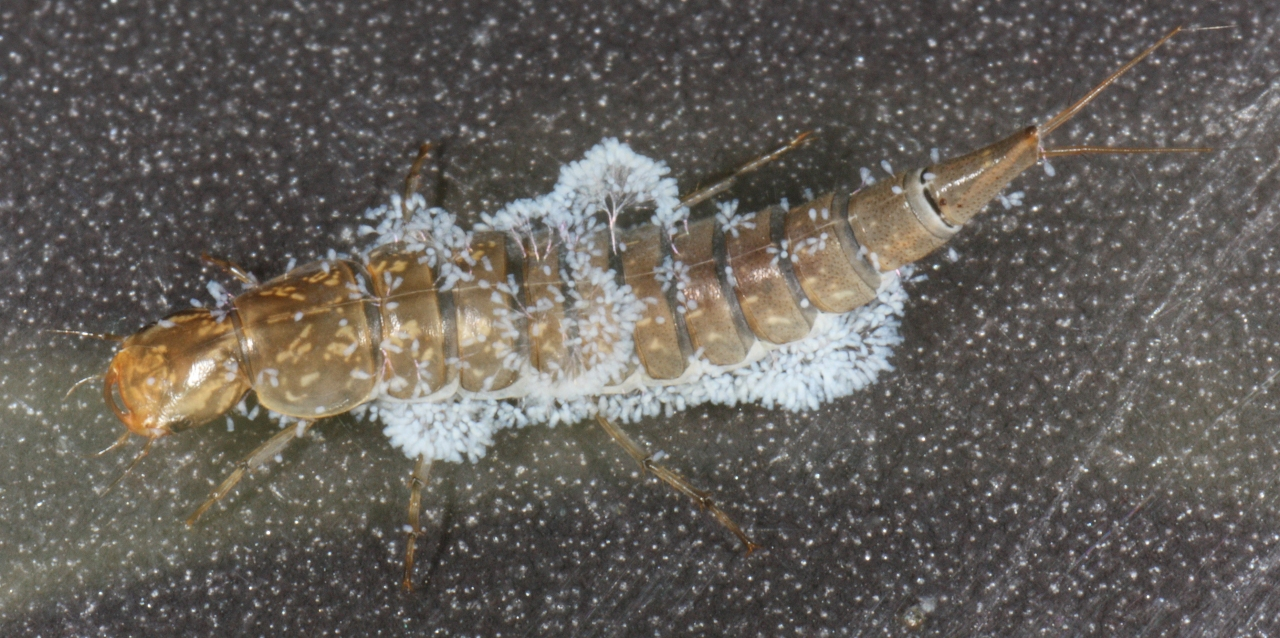
Larve attaquée par un champignon